# Salix caroliniana
Salix caroliniana — вид квіткових рослин із родини вербових (Salicaceae).

## Морфологічна характеристика

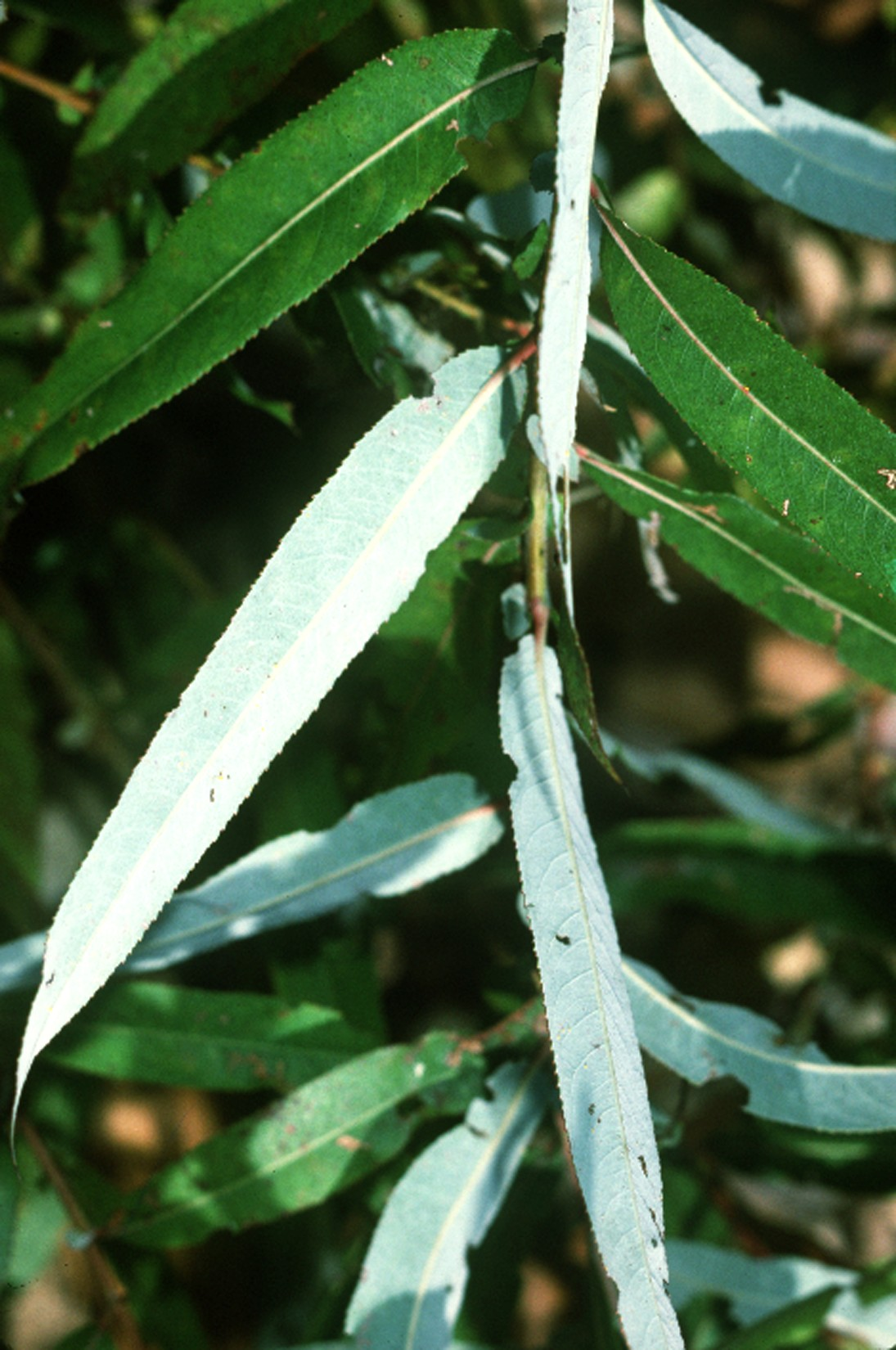

Це листопадний кущ чи невелике дерево від 5 до 10 метрів заввишки. Стовбур іноді досягає 25 см в діаметр. Гілки ± крихкі біля основи, від сіро-коричневих до червоно-коричневих, голі, ворсинчастих чи вовнисті; гілочки від жовто-коричневого до червоно-коричневого, голі, рідко або густо ворсинчасті чи вовнисті. Листки на (3)4.5–14(22) мм ніжках; найбільша листкова пластина від ременеподібної чи ланцетної до вузько-ланцетної; краї пилчасті чи зубчасті; верхівка загострена, гостра чи хвостата; абаксіальна поверхня (низ) гола чи рідко вовниста на середніх жилках; адаксіальна — дуже блискуча, гола чи ворсиста, волоски білі та/чи залозисті; молода пластинка гола, чи помірно щільно запушена чи шовковиста абаксіально, волоски білі та залізисті. Сережки: тичинкові 28–97 × 5–11 мм; маточкові 33–93 × 7–15 мм. Коробочка 4–6 мм.

## Середовище проживання
США (Пенсільванія, Оклахома, Огайо, Північна Кароліна, Іллінойс, Джорджія, Флорида, Округ Колумбія, Делавер, Арканзас, Алабама, Індіана, Канзас, Кентуккі, Південна Кароліна, Теннессі, Техас, Вірджинія, Західна Вірджинія, Луїзіана, Мериленд, Міссісіпі, Міссурі), Куба, Гватемала, Мексика. Населяє алювіальні ліси на заплавах, болотах, купинах, болотисті місцевості, вологі міждунні западини, скелясті або гравійні русла струмків, канави, канали, зазвичай на вапнякових субстратах; 0–600 метрів.

## Використання
Рослина збирається з дикої природи для місцевого використання як ліки.